# Gürtel di Vienna
Il Gürtel (letteralmente: cintura) di Vienna è, assieme alla Ringstraße e alla cosiddetta Zweierlinie, la terza arteria di traffico a forma di anello della città. Il Gürtel non è solamente la più trafficata strada dell'Austria ma è anche una delle più frequentate in Europa.
Nell'ambito della numerazione stradale dell'Austria, il Gürtel assume il numero 221.

## Storia
Similmente alla Ringstraße il Gürtel è nato nel 1900 al posto di un sistema difensivo costruito sotto Leopoldo I che circondava la piccola cerchia delle mura di Vienna (dove oggi si trova il Ring).
Nel periodo tra le due guerre mondiali, il periodo della "Vienna rossa", soprattutto sul Gürtel meridionale (Margaretengürtel) vennero costruiti palazzi popolari. Questa zona veniva infatti chiamata la "Ringstraße del Proletariato".
Fino a dopo la Seconda guerra mondiale il Gürtel divenne una residenza privilegiata della piccola borghesia per le sue zone verdi. 
Nella seconda metà del XX secolo, tuttavia, l'enorme aumento del traffico (3 corsie per senso di marcia) portò a una drastica riduzione della qualità della vita e del prestigio dell'area.
Sono in corso d'opera o in progetto diverse soluzioni di ammodernamento del Gürtel.